# كاكي نو تاني
كاكي نو تاني أو كاكيبي هي وجبة خفيفة شائعة في اليابان.الكاكيبي أو الكاكي نو تاني (柿の種) عبارة عن شظايا صغيرة على شكل هلال (رقائق الأرز بنكهة الصويا) والفول السوداني. غالبًا ما يتم تناولها مع البيرة وأحيانًا تكون وجبة خفيفة في البار. يحتوي الكاكيبي على عدة أنواع مختلفة من النكهات، مثل الوسابي والفلفل وغيرها.